# Gran Premio di Castrocaro Terme 1967
Il Gran Premio di Castrocaro Terme 1967, ottava edizione della corsa, si svolse il 18 giugno 1967 su un percorso di 77,52 km disputati a cronometro. La vittoria fu appannaggio dell'italiano Felice Gimondi, che completò il percorso in 1h55'56", precedendo il connazionale Vittorio Adorni e il danese Ole Ritter.

## Ordine d'arrivo (Top 10)
| Pos. | Corridore         | Squadra           | Tempo    |
| ---- | ----------------- | ----------------- | -------- |
| 1    | Felice Gimondi    | Salvarani         | 1h55'56" |
| 2    | Vittorio Adorni   | Salamini-Luxor TV | a 3'41"  |
| 3    | Ole Ritter        | Germanvox-Wega    | a 4'06"  |
| 4    | Franco Balmamion  | Molteni           | a 4'31"  |
| 5    | Silvano Schiavon  | Vittadello        | a 4'35"  |
| 6    | Lucien Aimar      | Bic               | a 5'34"  |
| 7    | Antonio Albonetti | Salamini-Luxor TV | a 6'54"  |
| 8    | Guido Neri        | Max Meyer         | a 8'28"  |
| 9    | Marcello Mugnaini | Filotex           | a 8'48"  |
| 10   | Ferdinand Bracke  | Peugeot-BP-Dunlop | a 13'34" |